# 30225 Ellenzweibel
30225 Ellenzweibel è un asteroide della fascia principale. Scoperto nel 2000, presenta un'orbita caratterizzata da un semiasse maggiore pari a 3,1177479 au e da un'eccentricità di 0,1325356, inclinata di 1,05307° rispetto all'eclittica.